# Gnaborretni
Een gnaborretni (⸘) is een omgekeerde interrobang. De interrobang is het samengestelde karakter van uitroepteken en vraagteken (‽). Het is een teken van verontwaardiging: "Is het geen schande‽". 
In het Spaans worden vragende zinnen niet alleen afgesloten door een vraagteken maar ook voorafgegaan door een vraagteken op de kop. Het gebruik van het uitroepteken is daaraan analoog. Bij het gebruik van de interrobang aan het einde van een zin is het gebruik van de gnaborretni in die taal gebruikelijk en logisch: een op de kop gedraaid, gecombineerd vraag-/uitroepteken voorafgaand aan de zin.
Het woord gnaborretni is uiteraard eveneens het omgekeerde van het woord interrobang.